# Boompjesdijk
Boompjesdijk is een buurtschap en statistische buurt in de gemeente Steenbergen in de Nederlandse provincie Noord-Brabant. De buurtschap ligt iets ten noorden van het midden van de gemeente, nabij Steenbergen maar in de polder die aan Dinteloord toebehoort. Het bevat enkele boerderijen en dijkhuizen, en heeft ongeveer 100 inwoners.
Stad: Steenbergen      Dorpen: De Heen · Dinteloord · Kruisland · Nieuw-Vossemeer · Welberg 

Buurtschappen: Blauwe Sluis · Bloemendijk · De Bocht · Boompjesdijk · Dintelsas · 't Haantje · Heense Molen · Koevering · Notendaal · De Overval ‎· Rolaf ‎· Visberg · Waterhoefke · Wildenhoek · Zwarte Ruiter

Noord-Brabant: Steden en dorpen      Nederland: Provincies · Gemeenten